# Pinhal Novo (stacja kolejowa)
Pinhal Novo (port: Estação Ferroviária de Pinhal Novo) – stacja kolejowa w Pinhal Novo (gmina Palmela), w dystrykcie Setúbal, w Portugalii. Jest ważnym węzłem kolejowy na Linha do Sul. Jest obsługiwana przez pociągi CP Urbanos de Lisboa, Intercidades i Alfa Pendular. Na tej stacji zatrzymują się też pociągi prywatnego przewoźnika Fertagus.

## Historia
Stacja Pinhal Novo znajduje się na odcinku linii Alentejo między Barreiro i Bombel, który wszedł do służby 15 czerwca 1857, wybudowany przez Companhia Nacional de Caminhos de Ferro ao Sul do Tejo.

## Linie kolejowe
- Linha do Sul
- Linha do Alentejo
- Ramal do Montijo